# Cyphopterum canum
Cyphopterum canum är en insektsart som beskrevs av Leise och Adolf Remane 1994. Cyphopterum canum ingår i släktet Cyphopterum och familjen Flatidae. Inga underarter finns listade i Catalogue of Life.